# David Fernández Borbalán
David Fernández Borbalán (* 30. Mai 1973 in Almería, Provinz Almería) ist ein ehemaliger spanischer Fußballschiedsrichter der Primera División. Er gehört zur andalusischen Schiedsrichtervereinigung (Comité de Árbitros de Andalucía).
Er begann seine Karriere am 12. September 2004 beim Spiel Levante Unión Deportiva gegen Real Racing Club de Santander. Seit Januar 2010 ist er internationaler FIFA-Schiedsrichter und debütierte am 18. Januar 2010 in einem Freundschaftsspiel zwischen Finnland und Korea.
Am 10. Dezember 2011 leitete er den Klassiker Real Madrid gegen FC Barcelona.